# Macroperipatus
Macroperipatus is een geslacht van fluweelwormen (Onychophora). De soorten uit dit geslacht komen voor in het neotropische gebied.

## Voorkomen
Het verspreidingsgebied van het geslacht Macroperipatus beslaat Midden-Amerika, het noorden van Zuid-Amerika en de Antillen. Op het continent komen soorten voor van Mexico zuidwaarts tot in Brazilië en Guyana. Daarnaast leven Macroperipatus-soorten op Jamaica, Haïti en Trinidad. 

## Soorten
Het geslacht omvat de volgende soorten:
- Macroperipatus clarki (Arnett, 1961) - Jamaica
- Macroperipatus guianensis (Evans, 1903) - Guyana
- Macroperipatus insularis (Clark, 1937) - Haïti
- Macroperipatus ohausi (Bouvier, 1900) - Brazilië
- Macroperipatus perrieri (Bouvier, 1899) - Mexico
- Macroperipatus torquatus (von Kennel, 1883) - Trinidad
- Macroperipatus valerioi (Morera-Brenes & León, 1986) - Costa Rica